# 查特胡奇县
查特胡奇縣（英語：Chattahoochee County）是美國喬治亞州西部的一個縣級行政單位，西鄰阿拉巴馬州。面積651平方公里。根據美國2000年人口普查估計，共有人口14,882人。2005年減少至14,679人。縣治库西塔（Cusseta，2003年與縣政府合併）。
成立於1854年2月13日。縣名來自同名的河。